# Abtei Avenay
Die Abtei Saint Pierre d‘Avenay in der Gemeinde Avenay-Val-d’Or bei Épernay wurde im Jahr 660 von der heiligen Bertha von Avenay gegründet. Das Kloster wurde während der Revolution vollständig abgerissen.
Der relativ späten Überlieferung zufolge entstammt Bertha von Avenay einer adligen Familie der Champagne. Sie heiratete Gumbertus, einen Bruder von Erzbischof Nivard von Reims und angeblich Schwager des Königs Childerich II. Das Paar trennte sich aber einvernehmlich voneinander, um religiösen Zielen zu folgen. Gombert ging als Mönch ans Meer, wo er als Märtyrer starb. Bertha gründete das Kloster – wobei unklar ist, ob die Nonnen der strengen Columbanregel oder der moderateren Benediktinerregel folgten –, in dem sie selbst um 690 von den Söhnen aus der ersten Ehe ihres Mannes ermordet wurde, vermutlich, weil deren Ansicht nach zu viel des Familienbesitzes für das Kloster und die Armen aufgebracht wurde. Bertha wurde in Avenay bestattet, Gombert im Jahr 950 dorthin überführt. Das Paar ruhte lange in einem gemeinsamen Sarkophag (der im 18. Jahrhundert noch vorhanden war), bis es in zwei silberne Särge umgebettet wurde.

## Einige Äbtissinnen
- Bertha, * wohl 830; † nach 7. Mai 852, wohl 877, Tochter Kaiser Lothars I. und der Irmingard von Tours, wurde vor 847 Äbtissin von Avenay, und war wohl auch Äbtissin von Faremoutiers.
- Guillemette de Joinville, wohl Tochter von Gottfried III. von Joinville († 1188), Äbtissin von Avenay
- Françoise de La Marck (* 1547), Tochter von Robert IV. de La Marck, Herzog von Bouillon, und Françoise de Brézé, Äbtissin von Avenay
- Benedicta von Mantua (* 1614), Tochter von Carlo I. Gonzaga, Herzog von Nevers und Rethel, Äbtissin von Avenay